# ديان بوروفنجاك
ديان بوروفنجاك (بالصربية: Дејан Боровњак) مواليد 1 أبريل 1986 في كنين، جمهورية كرواتيا الاشتراكية، جمهورية يوغوسلافيا الاشتراكية الاتحادية، هو لاعب كرة سلة صربي. بدأ مسيرته الاحترافية في سنة 2004. يلعب مع بورصا سبور كلاعب وسط. يحمل الرقم 41. يبلغ طوله 6 قدم 10.25 بوصة (2.1 م). حقق المركز الأول في الألعاب الجامعية الصيفية 2009.

## المسيرة الاحترافية
لعب مع بارتيزان من سنة 2004 إلى 2008، ثم لعب مع ليتوفوس رايتس في موسم 2009–2010، ثم لعب مع أريس في موسم 2010–2011، ثم لعب مع سي بي غران كناريا في الدوري الإسباني في سنة 2011، ثم لعب مع نيو باسكت برينديزي في الدوري الإيطالي في موسم 2011–2012، ثم لعب مع جلونا غورا في موسم 2012–2013، ثم لعب مع عنتاب لكرة السلة في الدوري التركي في موسم 2013–2014.

## الميداليات
| الميدالية | المسابقة                      |
| --------- | ----------------------------- |
| فضية      | الألعاب الجامعية الصيفية 2007 |
| ذهبية     | الألعاب الجامعية الصيفية 2009 |

## روابط خارجية
- ديان بوروفنجاك على موقع الدوري الأوروبي لكرة السلة (الإنجليزية)
- ديان بوروفنجاك على موقع الدوري الإسباني لكرة السلة (الإسبانية)
- ديان بوروفنجاك على موقع كرة السلة الأوروبية.كوم (الإنجليزية)
- ديان بوروفنجاك على موقع ريلجم (الإنجليزية)
- ديان بوروفنجاك على موقع بروبوليرز (الإنجليزية)
- ديان بوروفنجاك على موقع سبورتس رفرنس (الإنجليزية)